# The Beatles Movie Medley
A The Beatles' Movie Medley különböző The Beatles-dalok részleteiből álló egyveleg. A kislemez a Billboard Hot 100 listáján a 12., a brit kislemezlistán pedig a 10. helyezést érte el 1982-ben. A zenei egyveleget a The Beatles filmjeiben hallható dalok (Egy nehéz nap éjszakája, Help!, Magical Mystery Tour, Sárga tengeralattjáró és a Let It Be), alapján szerkesztették össze.

## Az egyveleg dalai
A zenei egyveleg a következő dalokból áll:
- Magical Mystery Tour
- All You Need Is Love
- You've Got to Hide Your Love Away
- I Should Have Known Better
- A Hard Day's Night
- Ticket to Ride
- és a Get Back

A zenei egyveleg volt az évtizedben az első kislemez az együttestől, amely a brit és amerikai slágerlistákra felkerült. (a másik kislemez a Twist and Shout 1986-os újrakiadása volt, valamint a Love Me Do 1982-ben a 4. helyet érte el a brit kislemezlistán)

## Kiadása
A Capitol Records először a Reel Music albummal együtt adta ki a kislemezt. Ezt az egyveleget a Stars On 45 Medley kislemez sikere ihlette, amelyen számos Beatles-dal hallható egy John Lennon hasonmás énekhangjával. A lemezt az Amerikai Egyesült Államokban Capitol B-5107 iktatószámon adták ki 1982. március 22-én.
A Parlophone Records eleinte elutasította a kislemez kiadását, de miután megnőtt az amerikai kiadás iránti igény, végül Parlophone R 6055 iktatószámon adták ki. A kislemez eredeti B-oldala egy hangfelvételt tartalmazott, amelyen a The Beatles egy interjú keretén belül mesél az Egy nehéz nap éjszakája című film forgatásáról. A későbbi kiadásokon az I'm Happy Just to Dance with You van a másik oldalon.

## Helyezések
| Ország                     | Helyezés |
| -------------------------- | -------- |
| Amerikai Billboard Hot 100 | 12       |
| Ausztrál kislemezlista     | 33       |
| Belga kislemezlista        | 35       |
| Brit kislemezlista         | 10       |
| Holland kislemezlista      | 24       |
| Ír kislemezlista           | 12       |
| Kanada RPM Top 100         | 16       |

## Fordítás
Ez a szócikk részben vagy egészben  a   The Beatles' Movie Medley című angol Wikipédia-szócikk fordításán alapul.  Az eredeti cikk szerkesztőit annak laptörténete sorolja fel. Ez a jelzés csupán a megfogalmazás eredetét és a szerzői jogokat jelzi, nem szolgál a cikkben szereplő információk forrásmegjelöléseként.

## Külső hivatkozások
- The Beatles' Movie Medley a Discogs oldalán (a Fab Four On Film-mel a B-oldalként)
- The Beatles' Movie Medley a Discogs oldalán (az I'm Happy Just To Dance With You a B-oldalként)